# Фијат ARF
Фиат ARF (итал. Fiat ARF) је био двокрилни једномоторни двоседи авион направљен у Италији за такмичење у прелету Атлантика. Авион је први пут полетео 1919. године. 

## Пројектовање и развој
Инжењер Росатели је развио једномоторни двокрилац, назван Фиат АРФ (Атлантицо-Росателли-Фиат), опремљен новим, снажним линијским мотором Фиат А.14. Руководство Фиата, није желело да буде искључено из приче која се звала Атлантик, одобрило је изградњу три авиона, који су били регистровани као I-ARGA, I-ARGO, и I-ARCA, како би учествовали у награди од 10.000 фунти британског листа Дејли Меил за пилота који је први прешао преко Атлантика. Ову награду су, међутим, освојили авијатичари Џон Алкок и Фредерик Витен Браун, који су између 14. и 15. јуна 1919. летели из Канаде у Ирску двокрилцем Викерс Вими пре него што је Фиат ARF био спреман.

## Технички опис
Труп је карактерисао правоугаони попречни пресек са два отворена кокпита постављена у тандему, предњи за пилота, задњи за осматрача/маханичара/путника. Прамац трупа у пределу мотора је обложен алуминијумским лимом. Изван лимене облоге, цео труп је обложен импрегнираним обојеним платном.
Авион Фиат BR је био опремљен 12-то цилиндричним мотором са линијским V распоредом цилиндара и течношћу хлађен Fiat A.14 снаге 700  (515 ). У то време је сматран једним од најјачих мотора коришћени у ваздухопловству. На вратилу мотора се налазила двокрака дрвена вучна елиса фиксног корака.
Крила су била дрвене конструкције са две рамењаче, релативно танког профила, пресвучена импрегнираним платном. Крица (елерони) за управљање авионом су се налазила само на горњим крилима. Горње и доње крило су били истих облика и димензија. Између себе крила су била повезана V упорницама направљених од челичних цеви (Воренова греда).
Репне површине су се сатојале од хоризонталних и вертикалног стабилизатора и кормла правца и дубине. Сви елементи су дрвене конструкције пресвучени импрегнираним платном. Хоризонтални стабилизатори су са доње стране укрућени упорницама ослоњеним на руп авиона.
Стајни трап је био класични бициклистичког типа, фиксни задњи трицикл са задњим клизачем. Предње ноге, колица су биле опремљене амортизерима са гумененим прстеновима, а точкови су направљени од пуне гуме о обртали су се око фиксне осовине.

## Наоружање
Авион није био наоружан.

## Верзије
Не постоје различите верзије овог авиона.

## Оперативно коришћење
Поручник Франческо Брах Папа је 26. фебруара 1920. освојио светски брзински рекорд са четири особе у авиону Фиат ARF, забележивши максималну брзину од 261 km/h на аеродрому Торино-Мирафиори.
Извиђачки бомбардер Фиат ARF (Аероплано-Росателли-Фиат) са два седишта и једним мотором био је модификована верзија Фијата BR, са повећаним капацитетом горива и побољшаним детаљима. Компанија под називом CNA купила је два ARF-а у име руске трговинске делегације у Италији, по уговору који од ове компаније захтева да тестира и испоручи авион. Били су регистровани I-ARGA и I-ARGO и одлучено је да се превезу у СССР и не шаљу бродом или железницом, упркос противљењу техничара руске делегације. Авион је напустио Мирафиори и прелетео преко Кампо-формида, али су се оба срушила октобра 1921. у Туломину пре него што су напустили Италију; погинули су пилоти италијанских превозника Страта и Гароне. Овај неуспели подухват био је готово сигурно први покушај нове совјетске владе да купи авионе у иностранству.

### Сачувани примерци
Није сачуван ниједан примерак овог авиона.

## Земље које су користиле авион
- Италија